# Parc zoologique national de Washington
Pour les articles homonymes, voir Smithsonian (homonymie).

Entrée du zoo.

Le parc zoologique national de Washington (Smithsonian National Zoological Park) est un parc zoologique situé à Washington DC aux États-Unis, géré par la Smithsonian Institution. 
Fondé en 1889, il présente plus de 400 espèces animales aux deux millions de visiteurs annuels dont des animaux rares comme le panda géant.
Le zoo est membre de l'Association des zoos et aquariums d'Amérique du Nord (AZA) et de l'Association mondiale des zoos et aquariums (WAZA). Il est entièrement financé par l'État et l'entrée y est gratuite.

## Personnalités liées au parc zoologique
- Katherine Ralls, zoologiste ;
- Lucile Quarry Mann, zoologiste et responsable de la rédaction des publications pour le parc.